# نصر الدين فيلالي
نصر الدين فيلالي (مواليد 18 يناير 1984) هو ملاكم جزائري، مثّل بلاده في الألعاب الأولمبية الصيفية 2004.

## روابط خارجية
نصر الدين فيلالي على موقع أوليمبيديا (الإنجليزية)